# Jennings (Louisiana)
Jennings ist eine Stadt im Bundesstaat Louisiana in den Vereinigten Staaten und der Verwaltungssitz des Jefferson Davis Parish. Die Einwohnerzahl lag 2019 bei 9800 Personen.

## Geschichte
Jennings McComb, nach dem die Stadt benannt wurde, war ein irischer Bauunternehmer für die Southern Pacific Railroad. Er baute das Jennings Depot auf einer für den Südwesten Louisianas charakteristischen Wasserscheide. Dieses wurde zum Zentrum der neuen Entwicklung durch die Eisenbahn. Der erste Siedler wurde als A. D. McFarlain registriert, der 1881 aus St. Mary Parish kam und einen Laden eröffnete. McFarlain wurde auch der erste Reisanbauer, Postmeister, Ziegelmacher und Bauunternehmer in der Gemeinde. McFarlain florierte mit dem Wachstum von Jennings und galt als einer der prominentesten Geschäftsleute und bürgerlichen Führer der Stadt.
Die Gegend um Jennings zog zahlreiche Weizenfarmer aus Iowa, Kansas, Nebraska und anderen Staaten des Mittleren Westens an. Die neuen Siedler im Südwesten Louisianas wurden von den Eingeborenen, die akadisch-französischer und afroamerikanischer Abstammung waren, als Yankees bezeichnet. Sie hatten sich entlang der Wasserwege in der Gemeinde niedergelassen, auf die sie vor der Eisenbahn als Transportmittel angewiesen waren. Sie fischten in den Bayous. Die Cajuns waren den Siedlern eine große Hilfe bei der Selbstversorgung und dem Hausbau. Die Menschen bauten Reis, Baumwolle, Süßkartoffeln und Mais an.
Sylvester L. Cary erreichte dieses Gebiet am 7. Februar 1883 von Iowa aus. Er wurde als der „Vater“ der Stadt bekannt, da er andere Iowaner überredete, sich hier niederzulassen. Cary war von dem fruchtbaren Land um das Jennings-Depot so beeindruckt, dass er seine Erkenntnisse mit anderen teilte. Er lockte andere Menschen aus dem Mittleren Westen in den Südwesten Louisianas, indem er an Freunde in Iowa schrieb und die Gegend anpries. Als er nach Iowa zurückkehrte, um seine Familie für den Umzug nach Jennings zusammenzupacken, überredete er mehrere Nachbarn, die sich darauf vorbereiteten, nach Westen auszuwandern, ihm nach Jennings und Südwest-Louisiana zu folgen,
Am 2. Mai 1888 wurde die Siedlung Jennings als Dorf gegründet. Im Jahr 1901 zerstörte ein Feuer einen großen Teil der Holzbauten in Jennings.
Im selben Jahr wurde in Jennings die erste Ölquelle im Bundesstaat Louisiana gefunden und damit das erste Ölfeld entdeckt. Das Öl brachte der Stadt eine Zeit lang einen Boom. Als die Ölproduktion zurückging, unterstützte die Landwirtschaft der Gemeinde die Stadt.
Zwischen 2005 und 2009 fand in Jennings eine Mordserie statt, bei der insgesamt 8 Prostituierte getötet wurden.

## Demografie
Nach einer Schätzung von 2019 leben in Jennings 9800 Menschen. Die Bevölkerung teilte sich im selben Jahr auf in 68,2 % Weiße, 28,2 % Afroamerikaner, 0,6 % amerikanische Ureinwohner und 2,2 % mit zwei oder mehr Ethnizitäten. Hispanics oder Latinos aller Ethnien machten 0,3 % der Bevölkerung aus. Das mittlere Haushaltseinkommen lag 2017 bei 29.513 US-Dollar und die Armutsquote bei 24,1 %.